# جاكوب ر. سنايدر
جاكوب ر. سنايدر هو سياسي أمريكي، ولد في 1812 في فيلادلفيا في الولايات المتحدة، وتوفي في 29 أبريل 1878 في سونوما في الولايات المتحدة.